# Rick Griffin
Richard Alden Griffin (Palos Verdes, California, 18 de junio de 1944-Petaluma, California, 18 de agosto de 1991) fue un historietista y artista estadounidense y uno de los primeros diseñadores psicodélicos en los años 60.
Como contribuyente del movimiento cómic underground, sus obras han aparecido con regularidad en Zap Comix. También se le ha relacionado con el grupo Grateful Dead, a los cuales diseñó algunas portadas para sus álbumes, entre los que se incluyen: Aoxomoxoa. De igual manera contribuyó en el diseño artístico de carteles cinematográficos.

## Biografía

### Primeros años
De acuerdo con su biógrafo, su padre fue un ingeniero y aficionado a la arqueología. De esta manera descubrió la cultura nativoamericana, la cual influiría en su futura carrera. Estudió en el instituto Alexander Fleming Jr. High, donde conocería a Randy Nauert, quien pasaría a ser su amigo e integrante del grupo The Challengers, banda musical en la que colaboraría con el diseño artístico.
Posteriormente estudiaría en el Nathaniel Narbonne High en Harbor City donde realizó dibujos relacionados con el surf y que serviría de influencia para Murphy, tiras cómicas publicadas en 1961 en Surfer. En 1964 abandonaría la publicación para asistir al Instituto de Arte Chouinard, donde conocería a su futura mujer y también artista: Ida Pfefferle.

### Carrera artística

#### Pósteres
A finales de 1966 se traslada junto con su pareja a San Francisco. Su primera exposición artística fue en el festival psicodélico Jook Savages celebrado en Haight St.. Su trabajo atrajo la atención del festival Human Be-In, los cuales le llamaron para que les diseñara el cartel para el evento de enero de 1967. También ha pintado para el sello discográfico Family Dog.
A partir de 1969 se reasentaría en San Clemente.

#### Historietista de cómics underground
Como colaborador habitual de Zap Comix, sus historietas han aparecido en las entregas 2, 3, de la 5 a la 7, 11 y 12. A partir de 1969 hasta 1974 trabajaría en la obra Promethean Enterprises y crearía Man from Utopia.
También ha colaborado en Snatch Comics (1968), Yellow Dog (1969), Jiz Comics (1969), Bogeyman Comics (1969-1970), San Francisco Comic Book (1970), Tales from the Tube (1972) y Zam (1974)
A partir de los años 80 publicaría sus historietas en Gates of Eden y Blab!.

### Fallecimiento
El 15 de agosto de 1991 en Petaluma tuvo un accidente de tráfico al intentar adelantar una furgoneta con su moto después de que el primer vehículo hiciese un giro indebido hacia la izquierda con la consecuente colisión. Al no llevar casco, su cabeza resultó seriamente dañada. Falleció tres días después en el hospital Santa Rosa Memorial a los 47 años.